# Puczkałówka
Puczkałówka (lit. Pučkalaukis) – wieś na Litwie, w okręgu wileńskim, w rejonie wileńskim, w gminie Niemenczyn.
Przez wieś przepływa Wilia, najdłuższy dopływ Niemna. Przez wieś przebiega droga krajowa nr 108 (Jewie-Niemenczyn).

## Historia
W Imperium Rosyjskim miejscowość należała do włości niemenczyńskiej, w powiecie wileńskim, w guberni wileńskiej. W 1905 zamieszkiwało ją 136 osób (61 mężczyzn i 75 kobet).
Od 11 kwietnia 1922 miejscowość leżała w Polsce, w województwie wileńskim, w powiecie wileńsko-trockim, w gminie Niemenczyn. W 1931 miejscowość liczyła 94 mieszkańców, zamieszkałych w 17 budynkach.
Po II wojnie światowej w granicach Związku Radzieckiego. Od 1991 na niepodległej Litwie.

## Zabytki

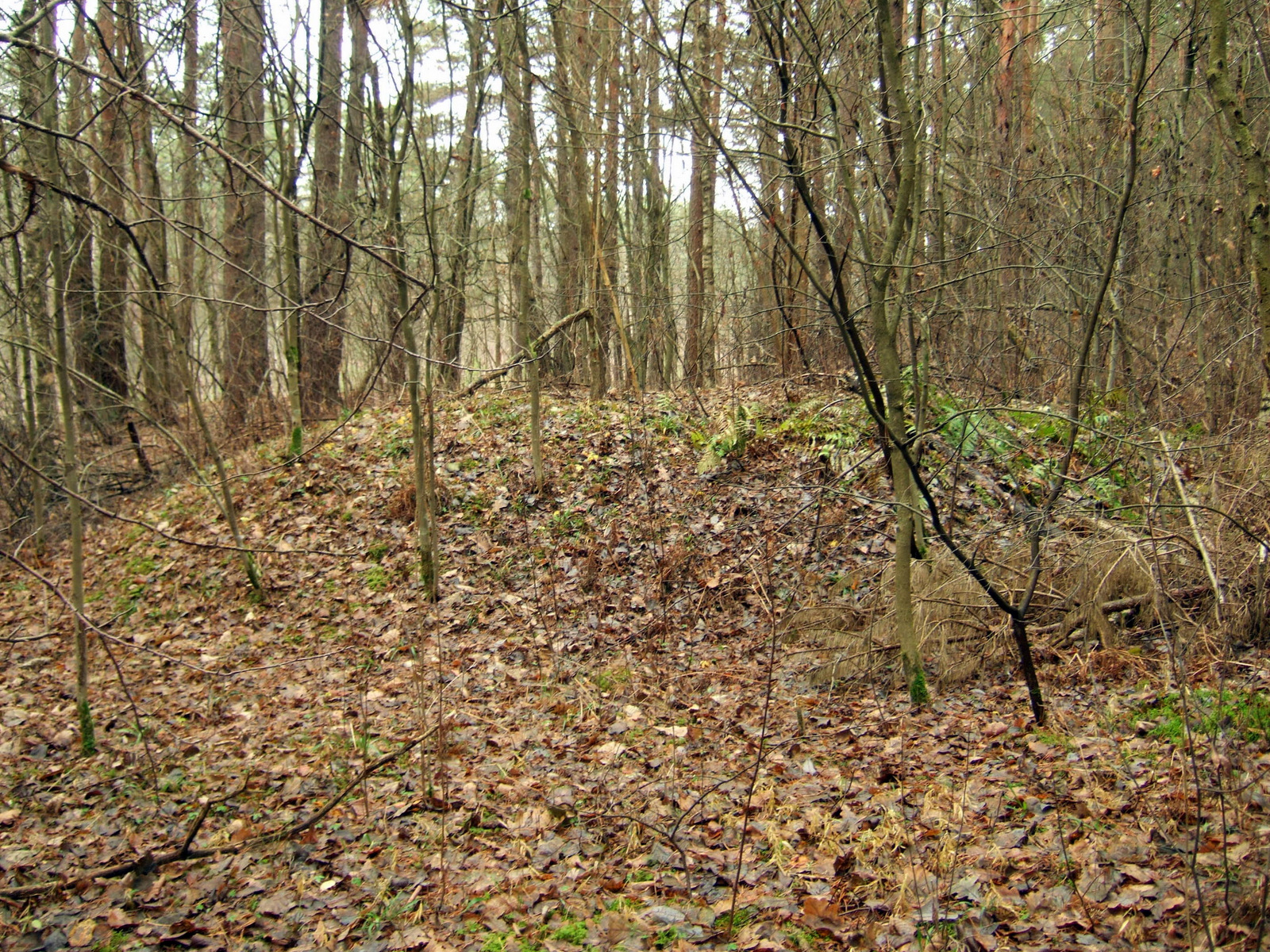
Kurhany puczkałowskie

We wsi znajduje się zespół zabytkowych kurhanów pochodzących z okresu VIII i IX wieku. Na obszarze ok. 40 tys. metrów kwadratowych znajdują 44 ziemne grobowce o średnicy od 8 do 16m i wysokości do 1 metra oddalone od siebie od 5 do 30 metrów. Pierwsze dwa kurhany zostały przebadane w 1936 przez Helenę Cehak-Hołubowiczową z Uniwersytetu Stefana Batorego w Wilnie. kolejne 4 grobowce zbadano w latach 1952/53 przez zespół pod kierunkiem Reginy Volkaitė-Kulikauskienė z Instytutu Historii Litwy. Część kurhanów została zniszczona podczas budowy drogi i linii energetycznej. W trakcie wykopalisk odnaleziono narzędzia (noże, szydła, przęśliki), wyroby ceramiczne, broń (groty włóczni, siekiery, noże) i biżuterię (mosiężne torkwesy, naszyjniki), fragmenty ubrań (sprzączki pasków). Są one przechowywane w litewskim Muzeum historii i etnografii. Zabytek zarejestrowany pod nr AR1460 na liście zabytków kultury Republiki Litewskiej. Kod w rejestrze dóbr kultury A1265P z dnia 19 kwietnia 2005.